# Майо-Данай
Майо-Данай (фр. Mayo-Danay) — один из 6 департаментов Крайнесеверного региона Камеруна. Находится в юго-восточной части региона, занимая площадь в 5 303 км².
Административным центром департамента является город Ягуа (фр. Yagoua). Граничит с Чадом на востоке и юге, а также департаментами: Майо-Кани (на западе), Диамаре (на северо-западе) и Логоне и Шари (на севере).

Департамент Майо-Данай на карте Крайнесеверного региона

## Административное деление
Департамент Майо-Данай подразделяется на 11 коммун:
1. Датшека (фр. Datcheka)
2. Гобо (фр. Gobo)
3. Гюэм (фр. Gueme)
4. Гюэр (фр. Guere)
5. Каи-Каи (фр. Kai-Kai)
6. Калфу (фр. Kalfou)
7. Кай-Ай (фр. Kay-Hay)
8. Мага (фр. Maga)
9. Тшатибали (фр. Tchatibali)
10. Вина (фр. Wina)
11. Ягуа (фр. Yagoua)